# Les Elgart
Lester Elliott Elgart (3 de agosto de 1917-29 de julio de 1995) fue un director de banda y trompetista estadounidense de swing jazz.

## Carrera
Nacido en New Haven, Connecticut, Elgart creció en Pompton Lakes, Nueva Jersey con su hermano Larry. Ambos hermanos asistieron a la Pompton Lakes High School.
Comenzó a tocar la trompeta en su adolescencia y a los veinte años ya tocaba profesionalmente. Durante la década de 1940 fue miembro de bandas lideradas por Raymond Scott, Charlie Spivak y Harry James, encontrándose ocasionalmente junto a su hermano Larry. Formaron el Les & Larry Elgart Ensemble en 1945, contratando a Nelson Riddle, Ralph Flanagan y Bill Finegan para que escribieran los arreglos. Sin embargo, la unión duró poco, debido a la huelga de la Sindicato de Músicos y a la disminución de la popularidad del swing jazz. El conjunto se disolvió en 1948.
En 1952, los hermanos volvieron a reunirse y publicaron álbumes en Columbia Records, muchos de los cuales tuvieron un gran éxito de ventas. Entre sus temas más populares estaba "Bandstand Boogie", que fue utilizado por Dick Clark como tema del programa de baile de televisión American Bandstand. A finales de la década, Elgart dejó de actuar, prefiriendo manejar los aspectos comerciales de la banda.
Los hermanos se reunieron de nuevo en 1963, contratando a los arreglistas Charles Albertine y Bobby Scott para la música que podría ser categorizada como easy listening.
Residente en Dallas, Elgart trabajó hasta su muerte por insuficiencia cardíaca en 1995, a los 77 años.

## Discografía
- Prom Date, Columbia E.P. CL 2503 (1954)
- Campus Hop, Columbia E.P. (1954)
- More of Les, Columbia E.P. (1955)
- Sophisticated Swing, Columbia CL-536 (1953)
- Just One More Dance, Columbia CL-594 (1954)
- The Band of the Year, Columbia CL-619 (1954)
- The Dancing Sound, Columbia CL-684 (1954)
- For Dancers Only, Columbia CL-803 (1955)
- The Elgart Touch, Columbia CL-875 (1955)
- The Most Happy Fella, Columbia CL-904 (1956)
- For Dancers Also, Columbia CL-1008 (1956)
- Les & Larry Elgart & Their Orchestra, Columbia CL-1052 (1958)
- Sound Ideas, Columbia CL-1123/CS-8002 (1958)
- Les Elgart On Tour, Columbia CL-1291/CS-8103 (1959)
- The Great Sound of Les Elgart, Columbia CL-1350/CS-8159 (1959)
- The Band with That Sound, Columbia CL-1450/CS-8245 (1960)
- Designs for Dancing, Columbia CL-1500/CS-8291 (1960)
- Half Satin Half Latin, Columbia CL-1567/CS-8367 (1960)
- It's De-Lovely, Columbia CL-1659/CS-8459 (1961)
- The Twist Goes to College, Columbia CL-1785/CS-8585 (1962)
- Best Band on Campus, Columbia CL-1890/CS-8690 (1962)
- Big Band Hootenany, Columbia CL-2112/CS-8912 (1963)
- Command Performance, Columbia CL-2221/CS-9021, (1964)
- The New Elgart Touch, Columbia CL-2301/CS-9101, (1965)
- Elgart au Go-Go, Columbia CL-2355/CS-9155, (1965)
- Sound of the Times, Columbia CL-2511/CS-9311, (1966)
- Warm and Sensuous, Columbia CL-2591/CS-9391 (1966)
- Girl Watchers, Columbia CL-2633/CS-9433 (1967)
- American Bandstand, Priam PR-218 (1981)